# Édouard de Muralt
Pour les articles homonymes, voir Muralt.
Édouard de Muralt, connu en allemand sous le nom d'Eduard von Muralt, né à Bischofszell le 13 juillet 1808 et mort à Lausanne le 14 janvier 1895, est un théologien, bibliothécaire et historien suisse.

## Biographie
Né à Bischofszell dans le canton de Thurgovie, alors sous domination française, il est le fils de Kaspar von Muralt, un marchand issu d'une famille noble originaire de Locarno, et d'Elisabeth Sprüngli.
Il étudie la théologie à Zurich, puis la philologie et la philosophie à Berlin, Iéna et Paris. En 1834, Édouard de Muralt émigre en Russie où il deviendra adjoint à la paroisse protestante allemande de Saint-Pétersbourg (1836–1850) et bibliothécaire à l'actuelle Bibliothèque nationale russe (1840–1864), à Saint-Pétersbourg.
Revenu en Suisse, il devient Privat-docent à l'université de Berne en 1864 et professeur de théologie à Lausanne en 1869.
Il est également docteur honoris causa de la faculté de théologie de Zurich (1849).
Édouard de Muralt meurt le 14 janvier 1895 à Lausanne, à l'âge de 86 ans.

## Publications sélectives
- Les États du Pays de Vaud (lire en ligne)
- Essai de chronographie byzantine, pour servir à l'examen des annales du Bas-Empire et particulièrement des chronographes slavons de 395 à 1057, St.-Pétersbourg, 1855. (lire en ligne)
- Catalogue des manuscrits grecs de la Bibliothèque Impériale publique, Imprimerie de l'Académie Impériale des Sciences, 1864. (lire en ligne)
- Les Origines de la liberté en Suisse et les sources de l'histoire de Guillaume Tell, Lausanne : Blanc, Imer et Lebet, 1871.
- Essai de chronographie byzantine 1057–1453, Bâle et Genève : H. Georg, 1871. (lire en ligne)